# Stéphanie Cohen-Aloro
Stéphanie Cohen-Aloro, née le 18 mars 1983 à Paris, est une joueuse de tennis française, professionnelle du 15 octobre 2001 au 10 février 2011.

## Biographie
Elle commence le tennis à l'âge de six ans au Racing Club de France à Paris (devenu aujourd'hui le Lagardère Paris Racing). Vice-championne de France des 15-16 ans en 1998, elle gagne les Championnats de France des 17-18 ans en simple et en double en 2000. Classée 588e mondiale en 2000, 282e en 2001, 170e en 2002 et 86e en mai 2008, elle atteint son meilleur classement en octobre 2003 : 61e.
Elle a remporté 9 titres sur le circuit ITF (dont 3 en double) mais aucun sur le circuit WTA.
Joueuse droitière, son coup préféré est le revers, qu'elle frappe à une main.
En dehors des courts, grâce à la Fondation Jean-Luc Lagardère, elle suit, depuis septembre 2007, une formation à Science Po réservée aux sportifs de haut niveau.
En février 2011, alors classée no 10 française, elle passe les qualifications de l'Open Gaz de France mais perd au troisième tour. À la suite du forfait de Maria Sharapova, tête de série no 2, elle passe directement au deuxième tour du grand tableau, en tant que lucky loser. Elle perd contre Bethanie Mattek-Sands (7-5, 6-3), et décide de ranger définitivement sa raquette et de prendre sa retraite.

## Palmarès

### Titre en double dames
Aucun

### Finale en double dames
| No | Date       | Nom et lieu du tournoi   | Catégorie | Dotation  | Surface         | Vainqueures                   | Partenaire     | Score          |          |
| -- | ---------- | ------------------------ | --------- | --------- | --------------- | ----------------------------- | -------------- | -------------- | -------- |
| 1  | 03/02/2003 | Open Gaz de France Paris | Tier II   | 585 000 $ | Moquette (int.) | Barbara Schett Patty Schnyder | Marion Bartoli | 2-6, 6-2, 7-65 | Parcours |

## Parcours en Grand Chelem

### En simple dames
| Année | Open d'Australie                                 | Open d'Australie  | Internationaux de France                         | Internationaux de France | Wimbledon                                          | Wimbledon                                          | US Open          | US Open         |
| ----- | ------------------------------------------------ | ----------------- | ------------------------------------------------ | ------------------------ | -------------------------------------------------- | -------------------------------------------------- | ---------------- | --------------- |
| 2000  | —                                                | —                 | 1er tour (1/64)                                  | Meike Babel              | —                                                  | —                                                  | —                | —               |
| 2001  | —                                                | —                 | Q2 \|\| style="text-align:left" \| A. S. Zanetti | —                        | —                                                  | —                                                  | —                |                 |
| 2002  | —                                                | —                 | 1er tour (1/64)                                  | Mirjana Lučić            | Q1 \|\| style="text-align:left" \| Jeon Mi-ra      | —                                                  | —                |                 |
| 2003  | —                                                | —                 | 2e tour (1/32)                                   | Patty Schnyder           | 1er tour (1/64)                                    | Emmanuelle Gagliardi                               | 2e tour (1/32)   | Amélie Mauresmo |
| 2004  | 1er tour (1/64)                                  | Amy Frazier       | 1er tour (1/64)                                  | Francesca Schiavone      | 1er tour (1/64)                                    | Stéphanie Foretz                                   | 1er tour (1/64)  | Alicia Molik    |
| 2005  | 2e tour (1/32)                                   | Elena Baltacha    | 1er tour (1/64)                                  | Marta Domachowska        | Q2 \|\| style="text-align:left" \| Sofia Arvidsson | 1er tour (1/64)                                    | Shinobu Asagoe   |                 |
| 2006  | —                                                | —                 | 1er tour (1/64)                                  | Jarmila Gajdošová        | Q3 \|\| style="text-align:left" \| Ivana Abramović | Q2 \|\| style="text-align:left" \| Olga Puchkova   |                  |                 |
| 2007  | 1er tour (1/64)                                  | Alona Bondarenko  | 3e tour (1/16)                                   | Tathiana Garbin          | Q2 \|\| style="text-align:left" \| Nika Ožegović   | 1er tour (1/64)                                    | Elena Dementieva |                 |
| 2008  | 1er tour (1/64)                                  | Tatiana Golovin   | 2e tour (1/32)                                   | Vera Zvonareva           | 1er tour (1/64)                                    | Hsieh Su-Wei                                       | 1er tour (1/64)  | Roberta Vinci   |
| 2009  | 2e tour (1/32)                                   | Alisa Kleybanova  | 1er tour (1/64)                                  | Zheng Jie                | Q1 \|\| style="text-align:left" \| Madison Brengle | Q2 \|\| style="text-align:left" \| K. Zakopalová   |                  |                 |
| 2010  | 1er tour (1/64)                                  | Victoria Azarenka | 2e tour (1/32)                                   | Li Na                    | Q1 \|\| style="text-align:left" \| Shannon Golds   | Q2 \|\| style="text-align:left" \| Arina Rodionova |                  |                 |
| 2011  | Q1 \|\| style="text-align:left" \| Jamie Hampton | —                 | —                                                | —                        | —                                                  | —                                                  | —                |                 |

À droite du résultat, l’ultime adversaire.

### En double dames
| Année | Open d'Australie            | Open d'Australie            | Internationaux de France      | Internationaux de France   | Wimbledon                    | Wimbledon                   | US Open                       | US Open                     |
| ----- | --------------------------- | --------------------------- | ----------------------------- | -------------------------- | ---------------------------- | --------------------------- | ----------------------------- | --------------------------- |
| 2002  | -                           | -                           | 1er tour (1/32) V. Razzano    | Dominikovic Marissa Irvin  | -                            | -                           | -                             | -                           |
| 2003  | -                           | -                           | 1er tour (1/32) N. Tauziat    | Kim Clijsters Ai Sugiyama  | -                            | -                           | 2e tour (1/16) T. Perebiynis  | María Vento A. Widjaja      |
| 2004  | 1er tour (1/32) Magüi Serna | Liezel Huber Ai Sugiyama    | 1er tour (1/32) C. Schaul     | Tina Križan K. Srebotnik   | -                            | -                           | 2e tour (1/16) C. Granados    | B. Schett P. Schnyder       |
| 2005  | 1er tour (1/32) Selima Sfar | A. Myskina V. Zvonareva     | 2e tour (1/16) Selima Sfar    | Émilie Loit Nicole Pratt   | 2e tour (1/16) Selima Sfar   | Lisa McShea A. Spears       | 2e tour (1/16) Selima Sfar    | C. Martínez V. Ruano        |
| 2006  | -                           | -                           | 1er tour (1/32) Selima Sfar   | Květa Peschke F. Schiavone | 3e tour (1/8) M. J. Martínez | Cara Black Rennae Stubbs    | 2e tour (1/16) M. J. Martínez | Liezel Huber Sania Mirza    |
| 2007  | -                           | -                           | 1er tour (1/32) S. Beltrame   | Hsieh Su-Wei Shenay Perry  | 1er tour (1/32) V. Razzano   | A. Bondarenko K. Bondarenko | 1er tour (1/32) V. Razzano    | Rika Fujiwara Aiko Nakamura |
| 2008  | 1er tour (1/32) V. Razzano  | A. Bondarenko K. Bondarenko | 1er tour (1/32) Camille Pin   | M. Kirilenko F. Pennetta   | -                            | -                           | -                             | -                           |
| 2009  | -                           | -                           | 1er tour (1/32) Alizé Cornet  | V. Azarenka Elena Vesnina  | -                            | -                           | -                             | -                           |
| 2010  | -                           | -                           | 1er tour (1/32) P. Parmentier | D. Cibulková Julia Görges  | -                            | -                           | -                             | -                           |

Sous le résultat, la partenaire ; à droite, l’ultime équipe adverse.

### En double mixte
| Année | Open d'Australie | Open d'Australie | Internationaux de France    | Internationaux de France    | Wimbledon | Wimbledon | US Open | US Open |
| ----- | ---------------- | ---------------- | --------------------------- | --------------------------- | --------- | --------- | ------- | ------- |
| 2004  | -                | -                | 1er tour (1/16) J. Bachelot | K. Srebotnik Bob Bryan      | -         | -         | -       | -       |
| 2009  | -                | -                | 1er tour (1/16) T. Ascione  | Elena Vesnina Daniel Nestor | -         | -         | -       | -       |
| 2010  | -                | -                | 2e tour (1/8) T. Ascione    | N. Llagostera Oliver Marach | -         | -         | -       | -       |

Sous le résultat, le partenaire ; à droite, l’ultime équipe adverse.

## Parcours en Fed Cup
| #                                                                   | Date       | Lieu   | Surface         | Gagnante(s)                      | Perdante(s)                  | Score         |          |
|                                                                     |            |        |                 |                                  |                              |               |          |
| 2003 - 1/4 de finale (groupe mondial) - Espagne - France - 1 : 4    |            |        |                 |                                  |                              |               |          |
| 1                                                                   | 19/07/2003 | Oviedo | Terre (ext.)    | Stéphanie Cohen                  | M. A. Sánchez                | 6-3, 6-4      | Parcours |
|                                                                     |            |        |                 |                                  |                              |               |          |
| 2003 - 1/2 finale (groupe mondial) - Russie - France - 2 : 3        |            |        |                 |                                  |                              |               |          |
| 2                                                                   | 19/11/2003 | Moscou | Moquette (int.) | Anastasia Myskina Nadia Petrova  | Stéphanie Cohen Émilie Loit  | 6-3, 1-6, 6-3 | Parcours |
|                                                                     |            |        |                 |                                  |                              |               |          |
| 2003 - Finale (groupe mondial) - États-Unis - France - 1 : 4        |            |        |                 |                                  |                              |               |          |
| 3                                                                   | 22/11/2003 | Moscou | Moquette (int.) | Martina Navrátilová Lisa Raymond | Stéphanie Cohen Émilie Loit  | 6-4, 6-0      | Parcours |
|                                                                     |            |        |                 |                                  |                              |               |          |
| 2010 - 1/4 de finale (groupe mondial) - France - États-Unis - 1 : 4 |            |        |                 |                                  |                              |               |          |
| 4                                                                   | 06/02/2010 | Liévin | Terre (int.)    | Liezel Huber Bethanie Mattek     | Stéphanie Cohen Alizé Cornet | 6-2, 6-3      | Parcours |

## Classements WTA en fin de saison

### En simple
| Année | 2000 | 2001 | 2002 | 2003 | 2004 | 2005 | 2006 | 2007 | 2008 | 2009 | 2010 |
| Rang  | 588  | 282  | 170  | 65   | 112  | 105  | 148  | 117  | 101  | 122  | 172  |

Source : (en) « Classements de Stéphanie Cohen-Aloro », sur le site officiel du WTA Tour

### En double
| Année | 2000 | 2001 | 2002 | 2003 | 2004 | 2005 | 2006 | 2007 | 2008 | 2009 | 2010 |
| Rang  | 467  | 467  | 218  | 80   | 84   | 68   | 86   | 187  | 269  | 234  | 147  |

Source : (en) « Classements de Stéphanie Cohen-Aloro », sur le site officiel du WTA Tour